# Progetto Mogul
Il progetto Mogul (a volte chiamata operazione Mogul) è stato un progetto top secret della United States Air Force che consisteva in microfoni posti ad alta quota tramite l'ausilio di palloni sonda, il cui scopo primario era il rilevamento a lunga distanza delle onde sonore generate da eventuali test di bombe atomiche dell'Unione Sovietica. Il progetto è stato condotto dal 1947 fino agli inizi del 1949 e fu un moderato successo, ma era molto costoso e venne in seguito sostituito da una rete di rilevatori sismici e di campionamento dell'aria per fallout nucleare, più economica, affidabile e facile da implementare e gestire.
Nel 1995, l'Air Force ha pubblicato un rapporto che ha concluso che il Mogul numero 4, lanciato da Alamogordo, Nuovo Messico, il 4 giugno 1947, fu quello che si schiantò provocando l'incidente di Roswell.